# منطقة اللجنة التنسيقية لبرنامج البحوث الإقليمية (هولندا)
منطقة اللجنة التنسيقية لبرنامج البحوث الإقليمية أو منطقة كوروب COROP هي منطقة إقليمية بهولندا. تستخدم هذه المناطق لأغراض تحليلية، من بينها، إحصائيات هولندا. بالهولندية وكوروب اختصار للجملة التالية: Coördinatiecommissie Regionaal Onderzoeksprogramma، وتعني «منطقة اللجنة التنسيقية لبرنامج البحوث الإقليمية».

## مناطق كوروب

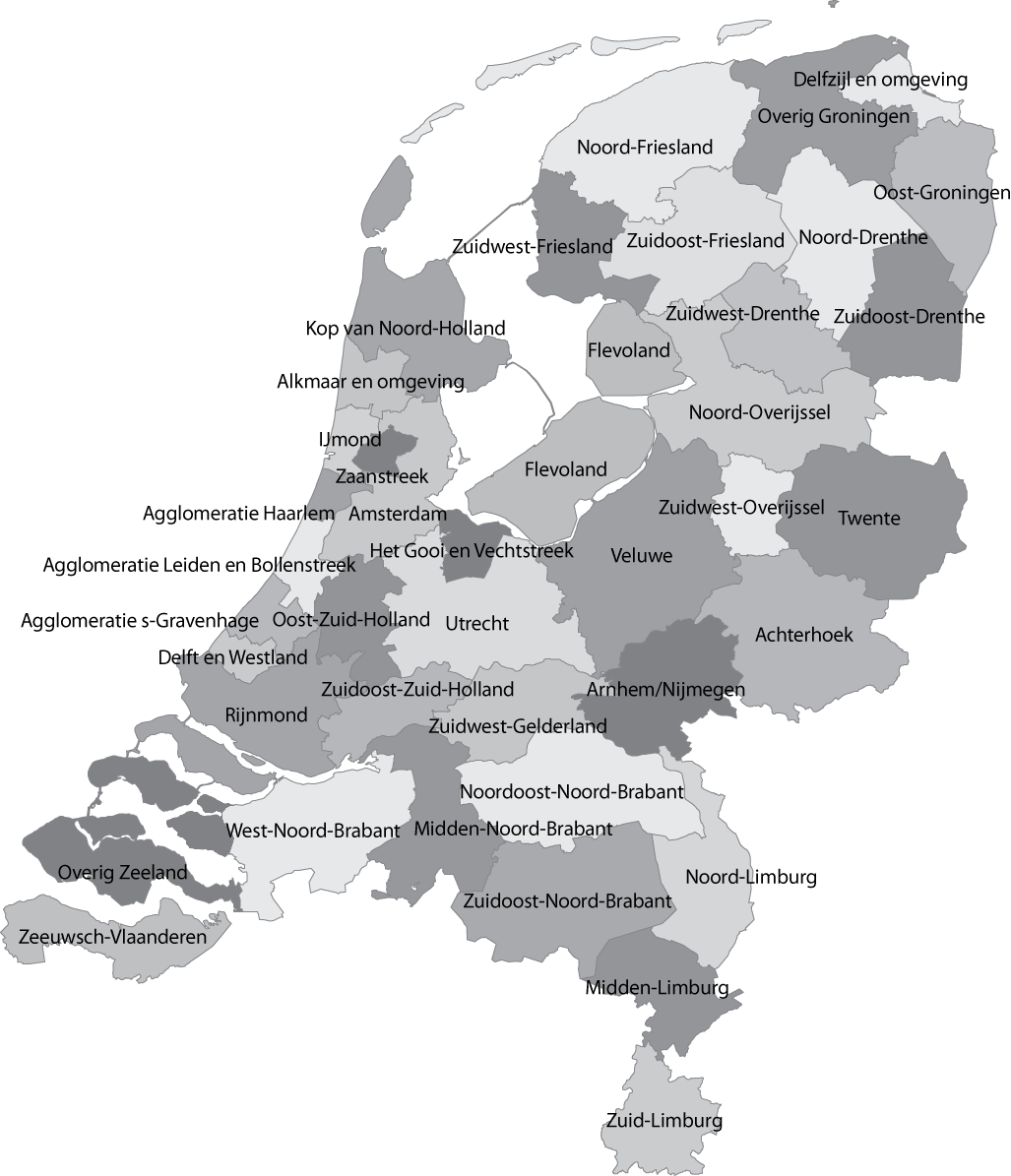
منظر عام لمناطق كوروب بهولندا

## قائمة البلديات حسب مناطق كوروب

### شمالي هولندا

#### مقاطعة خرونينغن
| منطقة كوروب                            | بلديات |
| -------------------------------------- | --- |
| شرق خرونينجن (Oost-Groningen)          | بيلينجفيده، مينترفولده، أولدامبت، باكالا، ستادسكانال، فيندام، فلاختفيده                                                |
| ديلفزايل الكبرى (Delfzijl en omgeving) | أبنجيدام، دلفزايل، لوبيرسوم                                                                                            |
| باقي خرونينجن (Overig Groningen)       | بيدوم، تن بور، إيمسموند، خرونينغن، خروتاخاست، هارين، هوخازاند-سابامير، ليك، دي مارنه، ماروم، سلوخترن، فينسوم، زاودهورن |

#### مقاطعةفرايزلاند
| منطقة كوروب                             | بلديات |
| --------------------------------------- | --- |
| شمال فرايزلاند (Noord-Friesland)        | أختكارسبيلن، أمالاند، هت بيلدت، دانتوماديل، دونجراديل، فيرفيرديراديل، فرانيكراديل، هارلينجن، كوليميلاند أن نيوكراوزلاند، ليوواردن، ليووراديراديل، ليتينسيراديل، ميناميراديل، سخيرمونيكوخ، تيرشخيلينج، تيتسياركستيراديل، فليلاند |
| جنوب غرب فرايزلاند (Zuidwest-Friesland) | دي فريسكه مارين، سودفيست- فريسلان |
| جنوب شرق فرايزلاند (Zuidoost-Friesland) | هيرينفين، أوستستالينجفيرف، أوبسترلاند، سمولينجالاند، فيستستيلينجفيرف |

#### مقاطعةدرينته
| منطقة كوروب                        | بلديات                                         |
| ---------------------------------- | ---------------------------------------------- |
| شمال درنته (Noord-Drenthe)         | آ أن هونزه، أسن، ميدن-درنته، نوردنفيلد، تينالو |
| جنوب غرب درينته (Zuidwest-Drenthe) | هوخيفين، ميبل، فيسترفيلد، دي فولدن             |
| جنوب شرق درينته (Zuidoost-Drenthe) | بورخر- أودورن، كوفردن، إيمين                   |

### شرقي هولندا

#### مقاطعةأوفرايسل
| منطقة كوروب                             | بلديات |
| --------------------------------------- | --- |
| شمال أوفرايسل (Noord-Overijssel)        | دالفسن، هاردنبيرخ، كامبن، أومين، ستابهورست، ستينفايكرلاند، زفارتافاترلاند، زفوله                                                         |
| جنوب غرب أوفرايسل (Zuidwest-Overijssel) | ديفينتر، أولست- فايه، رالته |
| تفنته                                   | ألميلو، بورنه، دينكللاند، أنسخديه، هاكسبيرخن، هيليندورن، هينجيلو، هوف فان تفنته، لوسر، أولدنزال، رايسن- هولتن، توبيرخن، تفنتاراند، فيردن |

#### مقاطعةخيلدرلند
| منطقة كوروب                             | بلديات |
| --------------------------------------- | --- |
| فيلواه                                  | آبلدورن، بارنيفيلد، إيده، إلبورخ، إيبه، إيرميلو، هاردرفايك، هاتيم، هيرده، نايكيرك، نونسبيت، أولدابروك، بوتن، سخيربنزيل، فورست، فاخينينجن                                      |
| جنوب غرب خيلدرلند (Zuidwest-Gelderland) | بورين، كولمبورخ، خيلدرمالسن، لينجيفال، ماسدريل، نيدر- بيتواه، نيراينن، تيل، فيست ماس آن فال، زالتبومل                                                                         |
| Achterhoek                              | آلتن، بيركيلاند، برونكهورست، برومن، دوتينخيم، لوخيم، مونتفيرلاند، أوست خيلره، آودا آيسلستريك، فينترسفايك، زوتفن                                                               |
| آرنم & نايميخن                          | آرنم، بونينجن، دوسبورخ، دروتن، داوفن، خروسبيك، هومين، لينجافارد، ميلينجن آن ده راين، نايميخن، أوفربيتوا، رينكوم، ريدن، راينفاردن، روزندال، أوبيرخن، فيسترفورت، فايخن، زيفينار |

#### مقاطعةفليفولاند
| منطقة كوروب | بلديات                                                  |
| ----------- | ------------------------------------------------------- |
| فليفولاند   | آلميره، درونتن، ليليستاد، نوردأوست بولدر، أورك، زيفولده |

### غربي هولندا

#### مقاطعة أوترخت
| منطقة كوروب | بلديات |
| ----------- | --- |
| أوترخت      | آمرسفورت، بارن، دي بيلت، بونيك، بونسخوتن، إيمنيس، هاوتن، آيسلستاين، لوسدن، لوبيك، مونتفورت، نيواخاين، آودافاتر، رينسفاوده، رينن، دي رونده فينن، سوست، ستيختسه فيخت، أوترخت، أوترختسه هوفلروخ، فينندال، فيانن، فايك باي ديورستيده، فوردن، فاودنبيرخ، زايست |

#### مقاطعةشمال-هولندا
| منطقة كوروب                             | بلديات |
| --------------------------------------- | --- |
| رأس شمال هولندا (Kop van Noord-Holland) | دن هيلدر، دريخترلاند، إنكهاوزن، هولاندز كرون، هورن، كوخينلاند، ميديمبليك، أوبمير، سخاخن، ستيده بروك، تيسل                                                 |
| تكتل ألكمار (Alkmaar en omgeving)       | ألكمار، بيرخن، هيرهوخوفارد، هيلو، لانجادايك، سخيرمر |
| IJmond                                  | بيفيرفايك، كاستركوم، هيمسكيرك، آوتخيست، فيلسن |
| تكتل هارلم (Agglomeratie Haarlem)       | بلوميندال، هارلم، هارلمرليده آن سبارنفاودا، هيمستيده، زانتفورت                                                                                            |
| Zaanstreek                              | فورمرلاند، زانستاد |
| أمستردام الكبرى (Groot-Amsterdam)       | ألسمير، أمستلفين، أمستردام، بيمستر، ديمين، إدام- فولندام، خرافت- دي رايب، هارلمرمير، لاندسمير، أوستزان، آودر- أمستل، بورميراند، آوتهورن، فاترلاند، زيفانج |
| Het Gooi & Vechtstreek                  | بلاريكوم، بوسوم، هيلفرسوم، هاوزن، لارين، ماودن، ناردن، فيسب، فايديميرين                                                                                   |

#### مقاطعةجنوب هولندا
| منطقة كوروب                                  | بلديات |
| -------------------------------------------- | --- |
| لايدن & Bollenstreek                         | هيليخوم، كاخ آن براسم، كاتفايك، لايدن، لايدردورب، ليسه، نوردفايك، نوردفايكرهاوت، أوخستخيست، تايلنجن، فورسخوتن، زوترفاوده |
| لاهاي الكبرى (Agglomeratie 's-Gravenhage)    | لاهاي، لايتسيندام- فوربورخ، باين آكر- نوتدورب، رايسفايك، فاسينار، زوترمير |
| دلفت & Westland                              | دلفت، ميدن- دلفلاند، فيستلاند |
| شرق جنوب هولندا (Oost-Zuid-Holland)          | ألفن آن دن راين، بيرخامباخت، بوديخرافن-ريودايك، خاودا، نيوكوب، سخونهوفن، فليست، فادينكسفين |
| Greater Rijnmond                             | ألبراندزفارد، باريندريخت، برنيسه، بيننيماس، بريله، كابيلا آن دن آيسل، كرومستراين، خوريه- أوفرفلاكيه، هيليفوتسلاوس، كوريندايك، كريمبن آن دن آيسل، لانسينجيرلاند، ماسلاوس، نيدرلك، آود- بايرلاند، آودركيرك، ريدركيرك، روتردام، سخيدام، سبايكينيسه، ستراين، فلاردينجن، فيستفورنه، زاودبلاس |
| جنوب غرب جنوب هولندا (Zuidoost-Zuid-Holland) | ألبلاسردام، دوردريخت، خيسينلاندن، خوريكوم، هاردينكسفيلد- خيسيندام، هندريك- إيدو- أمباخت، ليردام، مولنفارد، بابندريخت، سليدريخت، زيدريك، زفايندريخت |

#### مقاطعةزيلند
| منطقة كوروب       | بلديات                                                                                              |
| ----------------- | --------------------------------------------------------------------------------------------------- |
| فلاندرز الزيلندية | هولست، سلاوس، تيرنوزن                                                                               |
| باقي زيلند        | بورسله، خوس، كابيله، ميديلبورخ، نورد- بيفيلاند، رايميرسفال، سخاون- داوفللاند، تولين، فيراه، فليسنجن |

### جنوبي هولندا

#### مقاطعةشمال برابنت
| منطقة كوروب                                    | بلديات |
| ---------------------------------------------- | --- |
| غرب شمال برابنت (West-Noord-Brabant)           | بيرخن أوب زووم، بريدا، دريميلين، إيتن- لور، خيرتراودنبيرخ، هالدربيرخه، موردايك، أوسترهاوت، روسيندال، روكفن، ستينبيرخن، فونسدريخت، زونديرت                                                                                         |
| وسط شمال برابنت (Midden-Noord-Brabant)         | آلبورخ، ألفن- كام، بارله ناساو، دونجن، خيلزه آن راين، خورلا، هيلفارينبيك، لوب أوب زند، أويسترفايك، تلبرغ، فالفايك، فيركندام، فاودريخيم                                                                                            |
| شمال شرق شمال برابنت (Noordoost-Noord-Brabant) | بيرنهيزه، بوكل، بوكسمير، بوكستل، كاوك، خرافه، هارن، سيرتوخيمبوس، هوسدن، لانديرد، ماسدونك، مل آن سينت هوبرت، اوس، سخايندل، سينت أنطونيس، سينت ميخيليسخيستل، سينت أوداروده، أودن، فيخل، فوخت                                        |
| جنوب شرق شمال برابنت (Zuidoost-Noord-Brabant)  | أستن، بيرخ آيك، بيست، بلادل، كرانندونك، دورنه، إيرسل، آيندهوفن، خيلدروب- ميرلو، خيميرت- باكل، هيزه- لينده، هيلموند، لاربيك، نونن (خيرفن آن نيدرفيتن)، أويرشخوت، روسل- دي ميردن، سومرين، سون آن بروخل، فالكنسفارد، فيلدهوفن، فالره |

#### مقاطعةليمبورخ
| منطقة كوروب                  | بلديات |
| ---------------------------- | --- |
| شمال ليمبورخ (Noord-Limburg) | بيسل، بيرخن، خنيب، هورست آن دي ماس، موك آن ميديلار، بيل آن ماس، فينلو، فينراي |
| وسط ليمبورخ (Midden-Limburg) | إيخت- سوسترين، لودال، ماسخاو، نيدرفيرت، روردالن، رورموند، فيرت |
| جنوب ليمبورخ (Zuid-Limburg)  | بييك، برونسوم، آيسدن- مارخراتن، خولبن- فيتيم، هيرلين، كيركراده، لاندخراف، ماستريخت، ميرسن، نوت، أوندربانكن، سخينن، سيمبلفيلد، سيتارد- خيلين، ستاين، فالس، فالكنبورخ آن دي خول، فوريندال |